# Grenze zwischen Botswana und Simbabwe

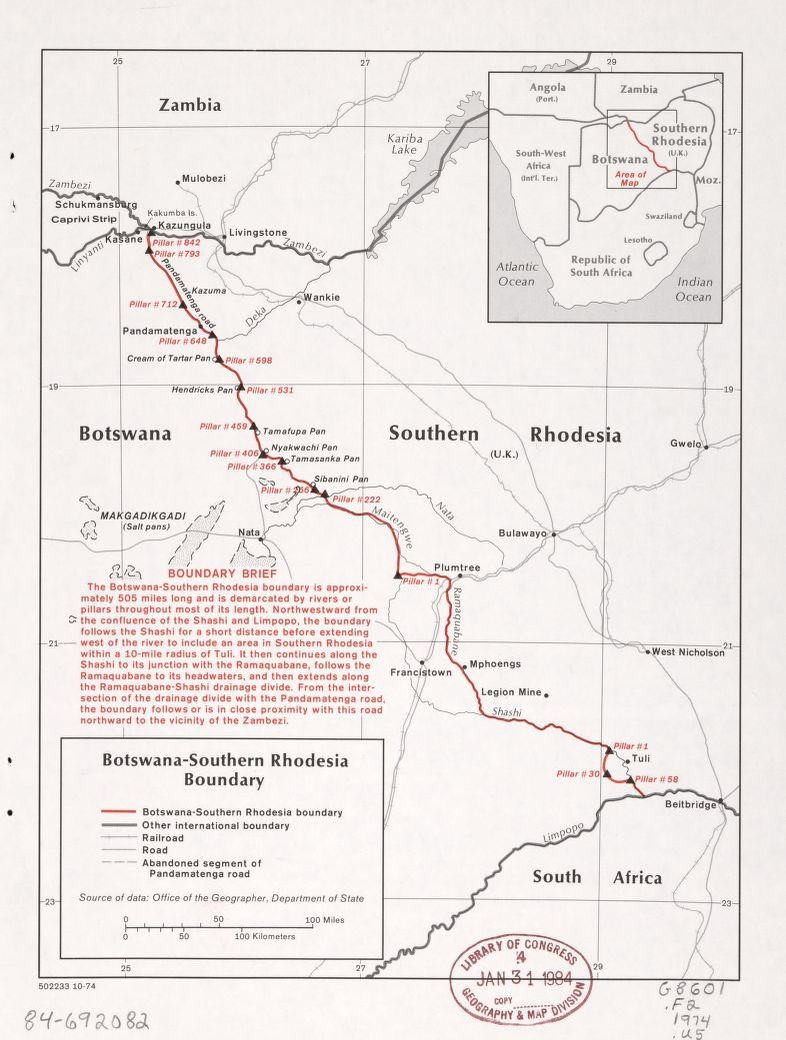
„Grenze zwischen Botswana und Süd-Rhodesien [Vorläufer-Staat Simbabwes]“ (1974)

Die Grenze zwischen der Republik Botswana und der Republik Simbabwe ist 813 Kilometer lang und verläuft in einem zusammenhängenden Abschnitt. Sie beginnt im Nordwesten im Vierländereck mit Sambia und Namibia im Sambesi und verläuft entlang des Hwange-Nationalparks und im Südosten entlang des Shashe-Flusses, um am Dreiländereck mit Südafrika an der Mündung des Shashe-Flusses in den Limpopo zu enden.

## Grenzverlauf
| Namibia, Sambia | Namibia, Sambia     | Namibia, Sambia | Namibia, Sambia | Namibia, Sambia |
| --------------- | ------------------- | --------------- | --------------- | --------------- |
| Botswana        | Chobe District      |                 | Nordmatabeland  | Simbabwe        |
| Botswana        | Central District    |                 | Nordmatabeland  | Simbabwe        |
| Botswana        | Südmatabeland       |                 |                 | Simbabwe        |
| Botswana        | North-East District |                 |                 | Simbabwe        |
| Botswana        | Central District    | S H A S H E     |                 | Simbabwe        |
| Südafrika       |                     |                 |                 |                 |

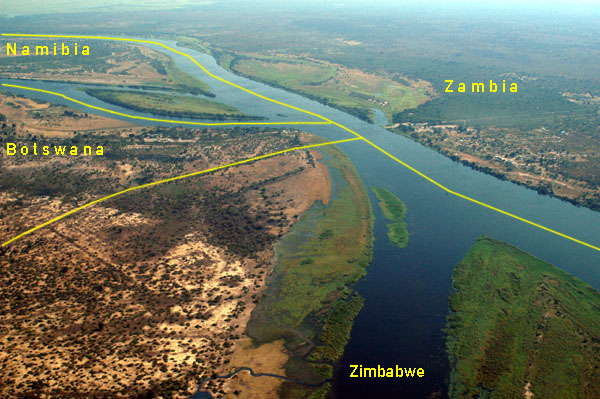
Der Grenzverlauf von Botswana, Namibia, Sambia und Simbabwe im Sambesi

Die Grenze beginnt im Nordwesten im Vierländereck mit Namibia und Sambia, wobei dieser Status wegen der nicht eindeutig geklärten Grenzziehung auf dem Sambesi-Fluss umstritten ist. Circa 2,5 Kilometer südlich des Vierländerecks befindet sich ein Grenzübergang. Er verbindet die Städte Kasane (Botswana) und Victoria Falls (Simbabwe) und wird aufgrund der nahe gelegenen Victoriafälle vorwiegend touristisch genutzt. Die Grenze verläuft Richtung Südosten zunächst durch sehr dünn besiedeltes Gebiet. Auf simbabwischer Seite grenzen der Kazuma-Pan-Nationalpark sowie der Hwange-Nationalpark an. Dazwischen liegt der Grenzübergang Pandamatenga. Zwischen Maitengwe (Botswana) und Bulilimamangwe (Simbabwe) gibt es einen weiteren Grenzübergang. Im weiteren Verlauf grenzt der vergleichsweise dicht besiedelte North-East District Botswanas mit der Stadt Francistown an die simbabwische Provinz Südmatabeland, die das Einzugsgebiet der Großstadt Bulawayo ist. Die beiden Städte werden durch einen Grenzübergang verbunden. Der südlichste Grenzübergang verbindet die Orte Matsiloje (Botswana) und Warmley (Simbabwe). Der südöstlichste Teil der Grenze verläuft entlang des Shashe-Flusses, wobei der Grenzverlauf an einer Stelle an der Ortschaft Thuli zu Gunsten von Simbabwe vom Flusslauf abweicht. Die Grenze endet im Südosten am Dreiländereck mit Südafrika dort, wo der Shashe-Fluss in den Limpopo mündet.

## Grenzübergänge
Zwischen Botswana und Simbabwe gibt es fünf Grenzübergänge.
| Botswana | Botswana                | Simbabwe | Simbabwe       | Anmerkungen                 |
| Straße   | Ort                     | Straße   | Ort            | Anmerkungen                 |
| -------- | ----------------------- | -------- | -------------- | --------------------------- |
| -        | Kasane (Kazungula Road) | -        |                | geöffnet von 6:00 bis 20:00 |
| -        | Pandamatenga            | -        | Pandamatenga   | geöffnet von 8:00 bis 17:00 |
| -        | Maitengwe               | -        | Bulilimamangwe | geöffnet von 7:00 bis 16:30 |
| A1       | Ramokgwebana            | A7       | Plumtree       | geöffnet von 6:00 bis 22:00 |
| -        | Matsiloje               | -        | Warmley        | geöffnet von 7:00 bis 16:30 |

## Grenzbefestigung und Migration
2003 wurde durch den offiziellen Vertreter Simbabwes in Botswana, Hochkommissar Phelekeza Mphoko, verlautbart, dass entlang der Grenze zu Simbabwe durch botswanische Stellen ein Elektrozaun errichtet werden solle. Zwischen 2001 und 2003 wurde Botswana von zwei Maul- und Klauenseuche-Epidemien heimgesucht, die die Viehwirtschaft stark beeinträchtigten und in den lokalen Gemeinschaften Sorgen und Verdruss auslösten. In beiden Fällen wurde ein Infektionsweg aus Simbabwe festgestellt. Gesellschaftliche Unruhen in Simbabwe lösten zudem eine massive Auswanderung in das Nachbarland aus. Die Überschneidung mehrerer Erklärungen und Ereignisse führten zu einer kritischen Betrachtung dieser Grenzsicherung im In- und Ausland.
2003 dann begann Botswana auch mit dem Bau eines über 480 km langen Grenzzauns zur elektrischen Ausstattung entlang seiner Grenze zu Simbabwe. Als offizieller Grund wurde angegeben, man wolle die Ausbreitung der Maul- und Klauenseuche verhindern: Botswana hatte ca. 13.000 Rinder durch diese Krankheit verloren, die nach Regierungs-Angaben von infizierten Rindern aus Simbabwe über die Grenze gebracht worden war. Simbabwe argumentierte dagegen, dass die Zaunhöhe (ursprünglich 4, dann auf 2,4 Meter verringert) eindeutig dazu gedacht sei, Menschen fernzuhalten. Botswana bestand darauf, dass der Zaun dazu diene, Vieh fernzuhalten und sicherzustellen, dass die Schuhe von Einreisenden an legalen Grenzübergängen desinfiziert würden. Botswana meinte auch, dass die Regierung weiterhin zur legalen Einreise ermutige. Die Grenzbefestigung bleibt jedoch eine Quelle der Spannungen zwischen den beiden Nationen. Ebenfalls 2003 erklärten die Behörden Botswanas, es bestünde das größte Einwanderungsproblem seit der Unabhängigkeit vom Vereinigten Königreich im Jahr 1966. Man sei dabei, jeden Monat 2.500 Menschen nach Simbabwe abzuschieben.
Seit 2006 verstärkte sich der Zuwanderungsstrom aus Simbabwe und die Behörden Botswanas schoben 56.000 Simbabwer ab. Als Folge der Hyperinflation Simbabwes im Jahr 2007 kam es dort zu einem starken Anstieg der Arbeitslosigkeit und zu erheblichen Störungen der Grundversorgung. Hierdurch wuchs die illegale Migration über diese Grenze nach Botswana ungewöhnlich stark an. Diese Flüchtlingsbewegungen bewogen die Regierung Botswanas, von einer Elektrifizierung des Zauns mit tödlicher Wirkung abzusehen. Lediglich eine niedrige Spannung zum Schutz vor Viehbewegungen wurde erwogen, partiell getestet und dann doch aufgegeben. Die baulichen Maßnahmen dieser Grenzbefestigung endeten im Jahre 2008. Eine spätere Elektrifizierung des Zauns blieb jedoch weiterhin eine technische Option.